# Joachim Schmettau

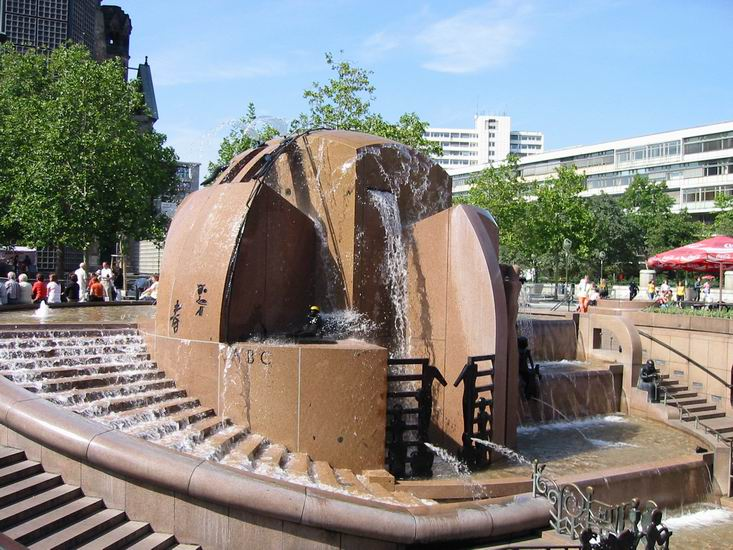
Erdkugelbrunnen (1984), Berlin-Charlottenburg

Joachim Schmettau (Bad Doberan, 5 februari 1937) is een Duitse beeldhouwer.

## Leven en werk
Schmettau studeerde van 1956 tot 1960 beeldhouwkunst aan de Hochschule der Künste in Berlijn. In 1961 studeerde hij als Meisterschüler af bij de beeldhouwer Ludwig Gabriel Schrieber. In 1969 nam Schmettau met onder anderen Louise Bourgeois en Jean-Robert Ipoustéguy deel aan de Biennale Internazionale di Scultura di Carrara in Carrara. In hetzelfde jaar verbleef hij met de Villa-Romana-Preis in Florence en gedurende 1970/71 woonde en werkte hij met de Villa-Massimo-Preis in Rome. In 1972 was hij medeoprichter van de groepering Aspekt, de kunstenaars van de Berliner kritischen Realisten. In 1977 kreeg hij van de Akademie der Künste de Berliner Kunstpreis in de afdeling beeldende kunst.
Van 1971 tot zijn emeritaat in 2002 was Schmettau hoogleraar beeldhouwkunst aan de Universität der Künste Berlin. Ter gelegenheid van zijn zeventigste verjaardag organiseerde de Kunst Stiftung Poll in 2007 een tentoonstelling met recent werk van Schmettau: Skulpturen und Architekturmodelle .
De kunstenaar woont en werkt sinds 1945 in Berlijn. Hij is vanaf 1967 lid van de Deutsche Künstlerbund.

## Werken (selectie)
- Reliefs (1974), Salzburgerstraße in Berlin-Wilmersdorf
- Hand mit Uhr (1975), Hansaviertel in Berlijn
- Brunnen (1977/78), Behmstraße in Berlin-Wedding
- Drachen und Urmutter (1979), Mehringdamm in Berlin-Kreuzberg met onder anderen Wolfgang Bier en Michael Schoenholtz - het werk is inmiddels afgebroken
- Mann und Frau (1979), Universiteit Freiburg in Freiburg im Breisgau
- Vier Jahreszeiten (1981), Skulpturengarten AVK in Berlijn
- Große Stehende (1983), Heinrich Vetter Sammlung in Ilvesheim
- Erdkugelbrunnen (1982/84), Breitscheidplatz in Berlin-Charlottenburg
- Das tanzende Paar (1985), Hermannplatz in Berlin-Neukölln
- Fassadenfiguren (1986), Kurfürstendamm in Berlin-Charlottenburg
- Musikbrunnen (1986), Düsseldorf-Altstadt
- Zwei Figuren (1986), in het Rathaus Schöneberg in Berlin-Schöneberg
- Frau, sich die Maske abnehmend (1996), Kreissparkasse in Heilbronn

## Fotogalerij

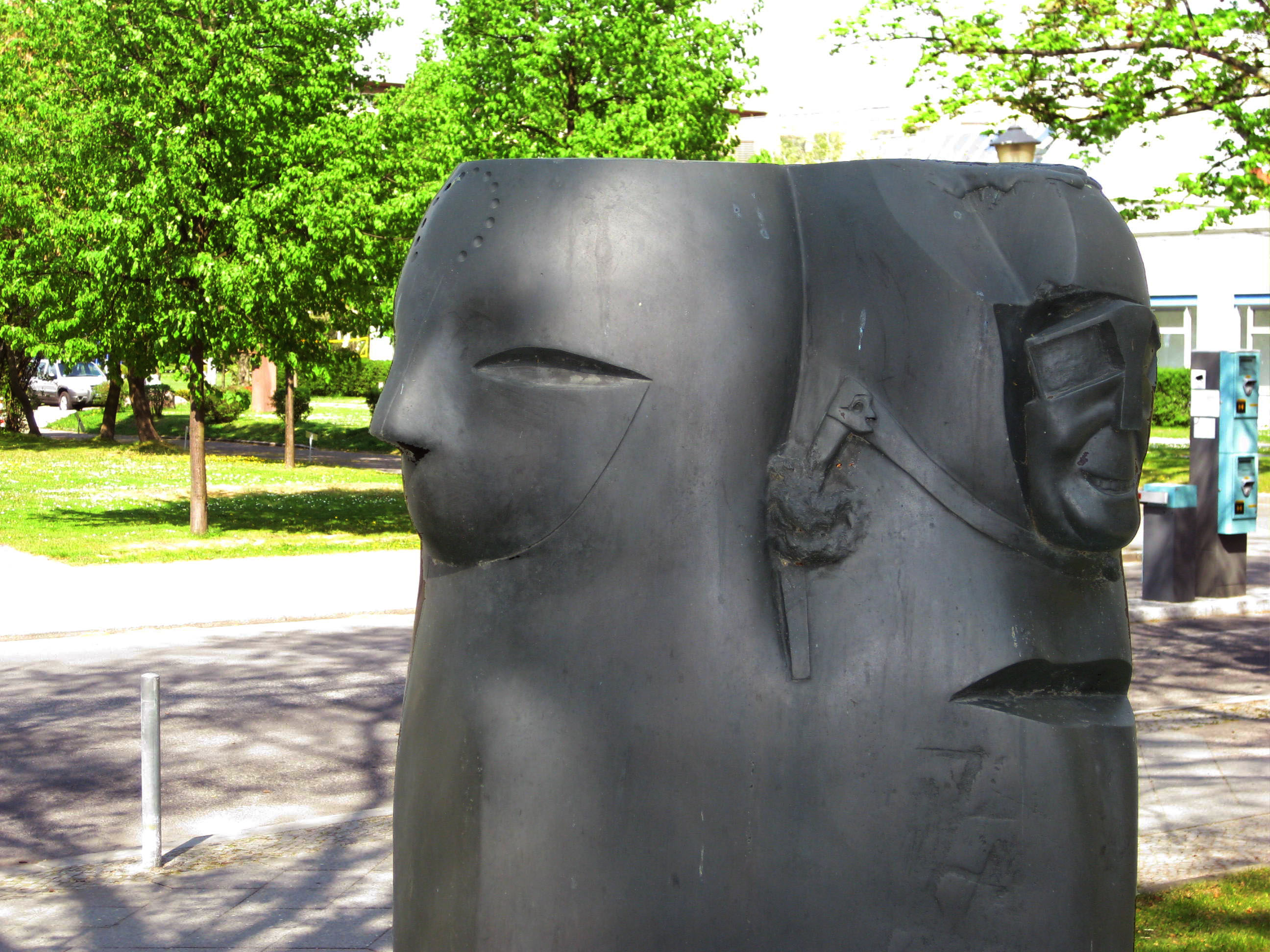
Vier Jahreszeiten (1981)
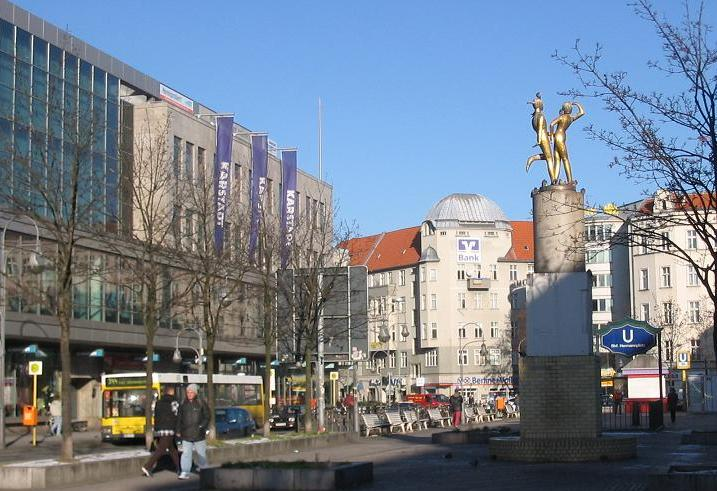
Das tanzende Paar (1985)
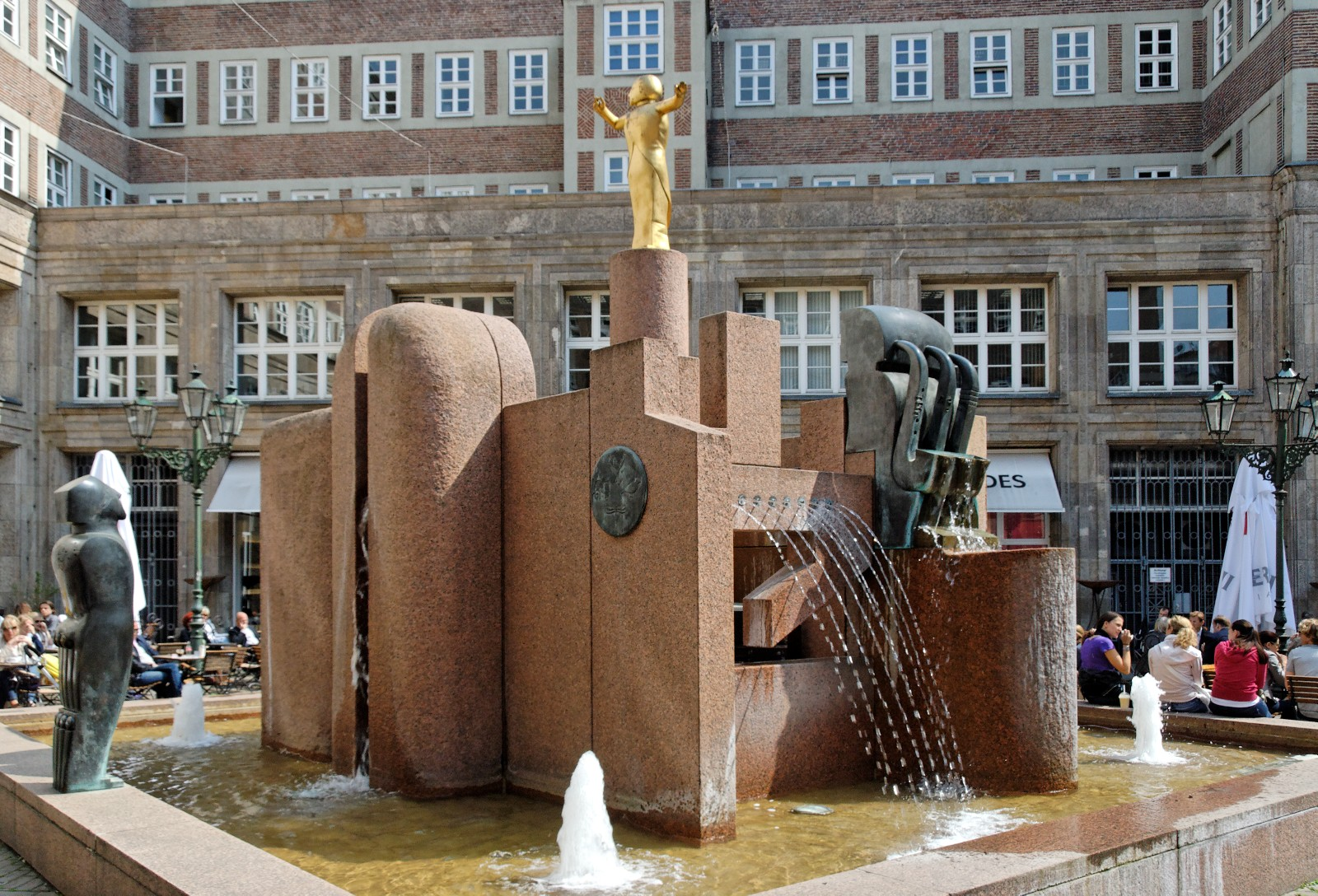
Musikbrunnen (1986)
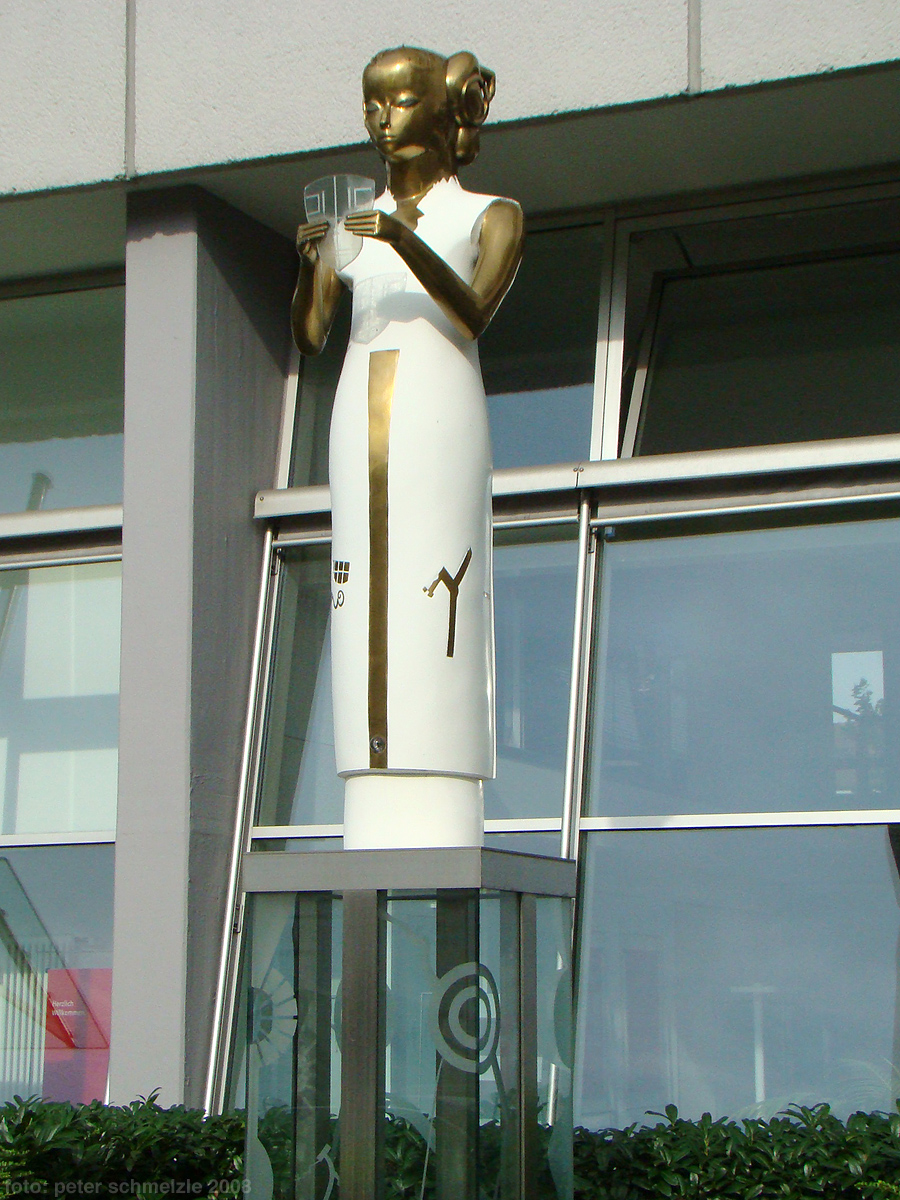
Frau, sich die Maske abnehmend (1996)